# Месягутово (Янаульський район)
Месягу́тово (рос. Месягутово, башк. Мәсәғүт) — село у складі Янаульського району Башкортостану, Росія. Розташоване на річці Гарейка. Адміністративний центр Месягутовської сільської ради.
Населення — 177 осіб (2010; 209 у 2002).
Національний склад:
- башкири — 92 %